# Sonnenburg
 (janvier 2024).
Si vous disposez d'ouvrages ou d'articles de référence ou si vous connaissez des sites web de qualité traitant du thème abordé ici, merci de compléter l'article en donnant les références utiles à sa vérifiabilité et en les liant à la section « Notes et références ».
Sonnenburg (aujourd'hui Słońsk, en Pologne) est un camp de concentration de Prusse-Occidentale où, pendant la Seconde Guerre mondiale, furent incarcérés des résistants et des prisonniers politiques originaires de pays occupés par le Troisième Reich.

## Origines
Un couvent fortifié des Chevaliers de Saint Jean, situé en Pologne à quinze kilomètres de la frontière allemande, a donné son nom au village polonais de Słońsk, tout près de la ville frontière de Kostrzyn, l’ex-Küstrin. C'est une région marécageuse, malsaine, assez déserte, où la rivière Warta rejoint le fleuve Odra.
En 1832, l’administration du Royaume de Prusse fait ériger à Sonnenburg une Zuchthaus (maison de travaux forcés), trois bâtiments de briques rouges reliés entre eux. En 1932, le bagne infesté de vermine est fermé pour vétusté.

## Avènement du nazisme
Après l'incendie du Reichstag en février 1933, les prisons SA de Berlin sont surpeuplées. La Zuchthaus est remise en service.
Du 3 avril 1933 au 23 avril 1934, Sonnenburg est un camp de concentration de « première génération », appartenant à la SA. Il devient lieu de détention d’opposants politiques, particulièrement des communistes, mais d’autres aussi, comme  Hans Litten, Carl von Ossietzky et Erich Mühsam qui dès avril 1933 y font un séjour transformé en enfer par les SA. Sonnenburg acquiert la réputation d’un « enfer de torture » (Folterhölle).
Dès 1934, un ancien détenu, Rudolf Bernstein (1896–1977), dénonce dans un écrit anonyme de trente-deux pages paru à Zurich et Paris l’enfer de Sonnenburg et y décrit les mauvais traitements, tortures, brutalités et sévices sexuels dont sont victimes les détenus.
Début 1934, lorsque les camps sont réorganisés, Sonnenburg redevient maison de travaux forcés sous l'autorité de l'administration pénitentiaire classique.

## Seconde Guerre mondiale
La Zuchthaus reçoit des résistants sous statut Nuit et brouillard, condamnés aux travaux forcés par les tribunaux allemands et des condamnés à mort en attente d'exécution. Ceux-ci sont principalement des Français, des Belges, des Luxembourgeois, mais aussi des Néerlandais et des Norvégiens, mélangés à des détenus de droit commun.
La vermine, le froid, l'humidité, la disette, les conditions de travail et les mauvais traitements provoquent de mortelles épidémies de grippe, de typhus et de tuberculose.
Les gardiens sont des civils, des matons de métier trop vieux pour être mobilisés, des rebuts de conseil de révision, plus une douzaine de mutilés et de gelés du front russe, qui font preuve d'une grande brutalité.
Parmi les bagnards français, on compte des militants de l'ORA, de La Vérité française, de Combat Zone nord et du réseau Alliance.
Fin janvier 1945, les troupes soviétiques approchent de Sonnenburg. Dans la nuit du 30 au 31, 823 détenus sont fusillés par groupes de dix par 20 SS. Le lendemain, à l'arrivée de l'Armée rouge, quatre survivants gisent parmi les cadavres entassés.
Parmi les prisonniers du camp de Sonnenburg morts le 31 janvier se trouvent 29 prisonniers « NN », jugés par le Volksgericht de Leipzig , arrivés dans un convoi le 4 août 1943.

## Après-guerre
Toujours en service sous le régime communiste polonais, la Zuchthaus est ensuite désaffectée. Le cimetière est entretenu. Un petit musée maintient le souvenir. La région a été classée parc naturel.

## Procès du massacre
Le médecin du bagne se suicide dans sa cellule. Le sous-directeur (qui avait sélectionné les hommes à abattre) est exécuté. Le gardien-chef et l'inspecteur de la Sipo chargé du fichier meurent en captivité avant le procès. Le directeur meurt en 1962.
En 1971, les deux officiers de police SS, Wilheim Nickel (mort après 1971) et son supérieur Heintz Richter (mort le 27 juillet 1974 à Kiel), chef de la Gestapo de Francfort-sur-l'Oder, sont traduits devant le tribunal de Kiel. Ils étaient venus expressément de Francfort pour perpétrer ce massacre. Le président prononcera la relaxe, prétextant que les deux accusés sont trop âgés pour être jugés et que le témoignage des survivants n'est pas recevable.

## Morts à Sonnenburg
- Colonel Charles Dutheil de La Rochère, de La Vérité française
- Commandant Léon Faye, chef militaire du réseau Alliance (alias Aigle)
- Jacques Lacascade (né le 08.11.1903 à Neuilly-sur-Seine), réseau OCM, assassiné lors du massacre.
- Julien Lafaye, de La Vérité française[3]
- Marcel Lannier, membre de ce qui deviendra l'O.R.A (Organisation de résistance de l'Armée), grand-père du chef d'orchestre Jean-Paul Penin. Arrêté à Ligueil, sur la ligne de démarcation, près de Loches, (Indre-et-Loire)
- Jean-Baptiste Lebas, ancien maire de Roubaix (Nord) et ministre du travail sous le Front populaire
- Louis Bridet, de Combat Zone Nord
- Gilbert Chevance, de Combat Zone Nord, frère du général Maurice Chevance
- Louis Mandin, poète, résistant français, 71 ans, battu à mort
- Jean comte de Lichtervelde, 51 ans, résistant belge fusillé avec ses deux fils
- Gaston comte de Lichtervelde, 23 ans, fils de Jean, résistant belge
- Georges comte de Lichtervelde, 22 ans, fils de Jean, résistant belge
- Eugène Greau, 39 ans, résistant, coureur cycliste, 47e du Tour de France 1929[4],[5].
- René Charles Joseph Marie Lefebvre, 65 ans, résistant français, il meurt le 4 mars 1944, d'une hémiplégie à la suite des coups donnés par son gardien, au camp de Sonnenburg où il était interné pour faits de résistance, ce qui lui avait valu deux condamnations à mort à Berlin le 28 mai 1942, pour intelligence avec l'ennemi et recrutement de jeunes gens pouvant porter les armes contre le Grand Reich allemand.
- Robert De Wael, résistant belge du Groupe des Grenadiers. Arrêté en 1940, il trahit ses compagnons en espérant être libéré. Après la guerre, sa fille Monique De Wael, sous le pseudonyme de Misha Defonseca, raconte dans un livre Survivre avec les loups son odyssée imaginaire à travers l'Europe en guerre pour retrouver ses parents.
- Raymond Guët, alias "Jean Bart", administrateur principal de la Marine, membre de la Vérité française, mouvement clandestin rattaché au réseau Musée de l'Homme, arrêté à Paris à son domicile de l'avenue Mac Mahon, comme 79 membres du réseau, le 25 novembre 1941, jugé au printemps 1942 par le tribunal militaire allemand de la rue Boissy-d'Anglas, décédé le 15 mai 1944. Mort pour la France.
- Paul Pochet, avocat au barreau de Bruxelles et résistant belge du Groupe des Grenadiers.
- Georges Charles Jules Dufétel, architecte à Boulogne-sur-Mer, père de l'architecte Pierre-André Dufétel, grand invalide de la Première Guerre mondiale et résistant lors de la Seconde Guerre mondiale, mort pour la France le 6 novembre 1944.

Liste des prisonniers du transport du  4 août 1943, venus de Leipzig, certains ayant déjà séjourné dans d'autres camps et ayant été déjà jugés « NN ». Les noms, ordre et lieu de naissance sont indiqués selon le document original allemand.
- Nicolle Louis, n. 23 octobre 1881, Cesny Beis;
- Maurice Henri, né le 27 janvier 1910, Vielliersen;
- Rousseau Edouard, n. 23 décembre 1893, Rosoy
- Ligot Charles, n. 13 mai 1913, Clichy;
- Dauvilliers Maurice, né le 27 XII 1909 г., Lugny;
- Dubois Raoul, n. 10 décembre 1911, Luttich;
- Quorre François, b. 11 février 1920, Larochen-Sautec;
- Jean Henri, n. 1er avril 1902, Lorient;
- Bezirard Florent, b. 26 mars 1905, Notre d'Parik;
- Lamalle Emilien, n. 19 avril 1887, Autun / Saône;
- Gerfaux Leon, b. 23 février 1900 г., Breul / Meserys;
- Messina Salvatore, b. 23 mai 1884, Paris;
- Armeno Louis, b. 10 avril 1894, Gennevillierss;
- Darde Fernand, n. 8 mai 1906, Bussy en Othe;
- Gossent Fernand, n. 25 janvier 1891, Evreux / Eure;
- Thomas Marcel, n. 16 janvier 1901, Mauprevoir;
- Weirauch Prosper, n. 28 février 1921, Daigny;
- Ropars Olivier (Olmrer dans les registres allemands).ur. Le 7 mai 1901 St., Pol de Leon;
- Marcheny Lucien, n. 4 octobre 1912, Paris;
- Laforve Henri, n. 1er septembre 1907 г., Brogile / Eure; .
- Dano Albert, n. 10 juin 1896, St., Symphorien;
- Chenel Jacques, n. 19 mai 1917, Le Havre;
- Dufau Marcel, n. 5 mars 1894, St. Michel;
- Landel Georges, n. 25 mai 1898, Petit Quevilly;
- Haugobert Jean, n. 21 octobre 1907, Neuville;
- Blondeau Marcel, n. 28 juin 1900, St. Viktor / Orne;
- Lutkie Leo, n. 26 septembre 1897, Hertogenbosch.

### Sources
- Archives Nationales : AJ72/317 (Prisons et forteresses)
- Musée de la Résistance et de la Déportation de Besançon.
- https://szczecin.ipn.gov.pl/download/87/100364/umorzenieSlonskS242014Zn.pdf
- Béatrice Weirauch, parente de Prosper Weirauch